# Sam Steele

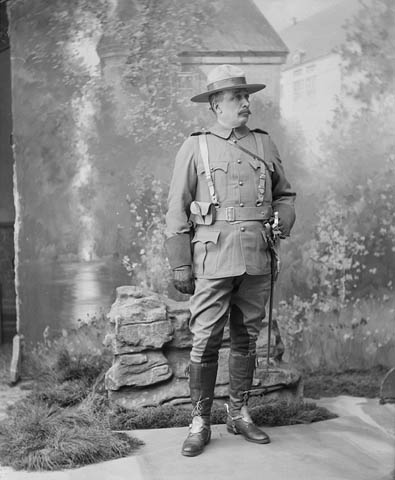
Sam Steele

Sam Steele (Purbrook, West-Canada, 5 januari 1849 - 30 januari 1919) was een soldaat en beroemd lid van de North West Mounted Police in Canada.
Geboren in een familie met militaire tradities, ging hij in 1866 bij het leger tijdens de Fenian Raids. Hij nam ook deel aan de Red River Expedition in 1870 om te vechten tegen de Red River Rebellion van Louis Riel. Tot zijn eigen teleurstelling hadden de Métis zich al overgegeven toen hij daar aankwam.
Hij was al lang gefascineerd door het westen. Tijdens zijn verblijf daar leerde hij veel van de First Nations, de Metis. Hij werd echter teruggeroepen naar Manitoba om als instructeur te werken in Fort Henry te Kingston.
In 1873 was hij een van de eerste om bij de North West Mounted Police te gaan, hij was de derde officier die de eed aflegde. Hij kreeg de opdracht om de nieuwe rekruten te drillen en op te leiden. Na 5 jaar kreeg hij zijn eigen peloton te Fort Qu'Appelle.
In 1881 ontmoette hij Sitting Bull, die pas generaal George Armstrong Custer had overwonnen en naar Canada gekomen was om land te eisen voor zijn volk. Steele en enkele officieren ontmoetten hem en er werd een vredige overeenkomst bereikt. Hierdoor kreeg hij veel krediet in de kranten van de VS en werd hij een publiek figuur.
Tijdens de North West Rebellion kreeg hij maar een klein leger mee, maar toch overwon hij chief Big Bear bij Loon Lake. Dit was de laatste strijd die ooit gevochten werd op Canadees grondgebied. Tot zijn groot ongenoegen werden de bijdragen van de NWMP grotendeels genegeerd.
In de late jaren 1890 werd goud ontdekt in Klondike. Hij werd ernaartoe gestuurd om het zootje ongeregeld te controleren dat op de ontdekking afkwam. Iemand die kwam goud zoeken moest voldoende materiaal bij zich hebben om zelf voor zijn verblijf in te kunnen staan. Hierdoor werden wanhopigen, ongeregelden en avonturiers tegengehouden.
Hij en zijn politiemacht zorgden ervoor dat de Goudkoorts van Klondike ordelijk verliep en maakten NWMP beroemd over de hele wereld. Dit had als gevolg dat de groep niet ontbonden werd, alhoewel het parlement hierover debatteerde. Vanaf juli 1898 leidde hij het volledige NWMP in Yukon, en was hij lid van de territoriale raad. Hij kon steeds de wetten en Canadese soevereiniteit laten gelden tijdens zijn verblijf daar.
Tijdens de Tweede Boerenoorlog ging hij samen met Lord Stratcona's Horse, een private cavalerie-eenheid, naar Zuid-Afrika. Hij had problemen met het feit dat hij de Britten diende en dan ook dorpen moest afbranden en de bevolking naar concentratiekampen moest leiden.
Na de uitbraak van de Eerste Wereldoorlog vroeg hij om terug te mogen keren naar actieve militaire dienst. Dit werd aanvankelijk geweigerd omwille van zijn leeftijd. Er werd uiteindelijk een compromis bereikt dat hem toeliet om op te treden als de commandant over de Tweede Canadese Divisie totdat de eenheid naar Frankrijk gezonden werd.
Tijdens zijn verblijf in Groot-Brittannië werd hij geridderd en werd hij benoemd tot Lid in de Orde van het Bad, Ridder Commandeur in de Orde van Sint-Michaël en Sint-George, en tot Lid in de Koninklijke Orde van Victoria.
Als eerbetoon draagt de vijfde hoogste berg van Canada zijn naam: Mount Steele.